# Поляков, Виктор Львович
Ви́ктор Льво́вич Поляко́в (29 сентября 1981, Пермь) — украинский боксёр средней весовой категории. Выступал за сборную Украины в первой половине 2000-х годов, мастер спорта международного класса, участник летних Олимпийских игр в Афинах (2004), призёр многих крупных турниров и национальных первенств в любителях. Начиная с 2006 года боксирует на профессиональном уровне.

## Биография
Виктор Поляков родился 29 сентября 1981 года в Перми, однако вскоре их семья переехала в Ивано-Франковск, где юноша приступил к тренировкам в зале боксёрского клуба «Динамо-Колос». Принимал участие в зачёте чемпионата Европы 2002 года, но в отборочном раунде со счётом 13:17 проиграл россиянину Андрею Мишину. Благодаря череде удачных выступлений удостоился права представлять Украину на летних Олимпийских играх 2004 года в Афинах, победил двоих соперников, однако в четвертьфинале ввиду явного преимущества уступил сильному казахстанскому боксёру Бахтияру Артаеву, который в итоге стал олимпийским чемпионом и был признан лучшим на турнире во всех весовых категориях.
После этой неудачи в 2006 году Поляков эмигрировал в США и начал там карьеру профессионального боксёра. В течение двух лет провёл восемь поединков, во всех случаях одержал победу, тем не менее, далее наступил спад — боксёр не проводил боёв почти три года. В сентябре 2011 года он победоносно вернулся на ринг, тогда как в марте 2012-го завоевал пояс чемпиона в среднем весе по версии американской боксёрской организации USBO — единогласным решением судей победил американца Деррека Финдли.
В феврале 2017 года после пятилетнего перерыва вернулся в профессиональный бокс. В первом же бою после возвращения уступил по очкам болгарину Спасу Генову, тем самым потерпев первое поражение в карьере.
24 июля 2017 года победил известного итальянца, бывшего чемпиона мира Джованни Де Каролиса и завоевал вакантный титул чемпиона по версии WBA International во втором среднем весе.